# Hindouisme à La Réunion

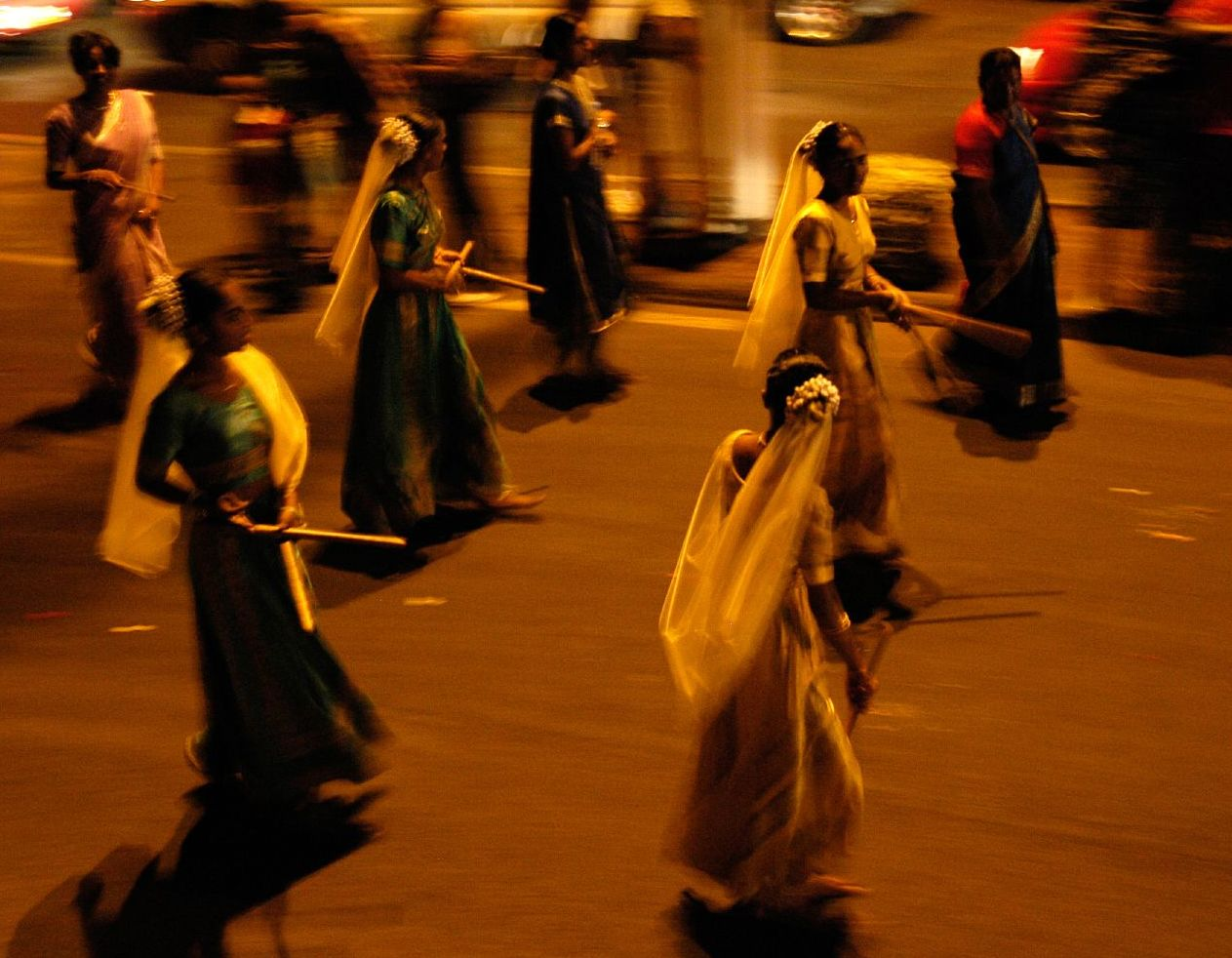
Jeunes filles participant au Dipavali à La Réunion.

L'hindouisme est l'une des religions les plus pratiquées à La Réunion. Elle est particulièrement connue des personnes extérieures à travers ses fêtes publiques, parmi lesquelles le Kavadi et le Dipavali ont une importance particulière.

## Temples remarquables
| Temple                      | Commune      | Protection        | Image |
| --------------------------- | ------------ | ----------------- | ----- |
| Temple des Casernes         | Saint-Pierre | Inscrit MH (2010) |       |
| Temple du Colosse           | Saint-André  | Aucune            |       |
| Temple du Gol               | Saint-Louis  | Inscrit MH (1996) |       |
| Temple Kalikambal           | Saint-Denis  | Aucune            |       |
| Temple Mardévirin           | Saint-André  | Inscrit MH (2010) |       |
| Temple de Morange           | Saint-Benoît | Inscrit MH (2010) |       |
| Temple de Petit Bazar       | Saint-André  | Aucune            |       |
| Temple de l'Union           | Bras-Panon   | Inscrit MH (2010) |       |
| Temple Narassingua Peroumal | Saint-Pierre | Aucune            |       |